# ترمینال گراند سنترال
ترمینال گِرَند سِنترال (در انگلیسی: Grand Central Terminal) نام یکی از بزرگترین ایستگاه‌های قطار ایالات متحده آمریکا و شلوغ‌ترین ایستگاه مرکزی قطار شهری نیویورک است.
این ایستگاه که در سال ۱۹۱۳ تأسیس شده ایستگاه ابتدایی مترو-راه‌آهن شمال محسوب می‌شود و سالانه در حدود ۶۶٬۹۵۲٬۷۳۲ نفر از این ایستگاه استفاده می‌کنند.

## نگارخانه

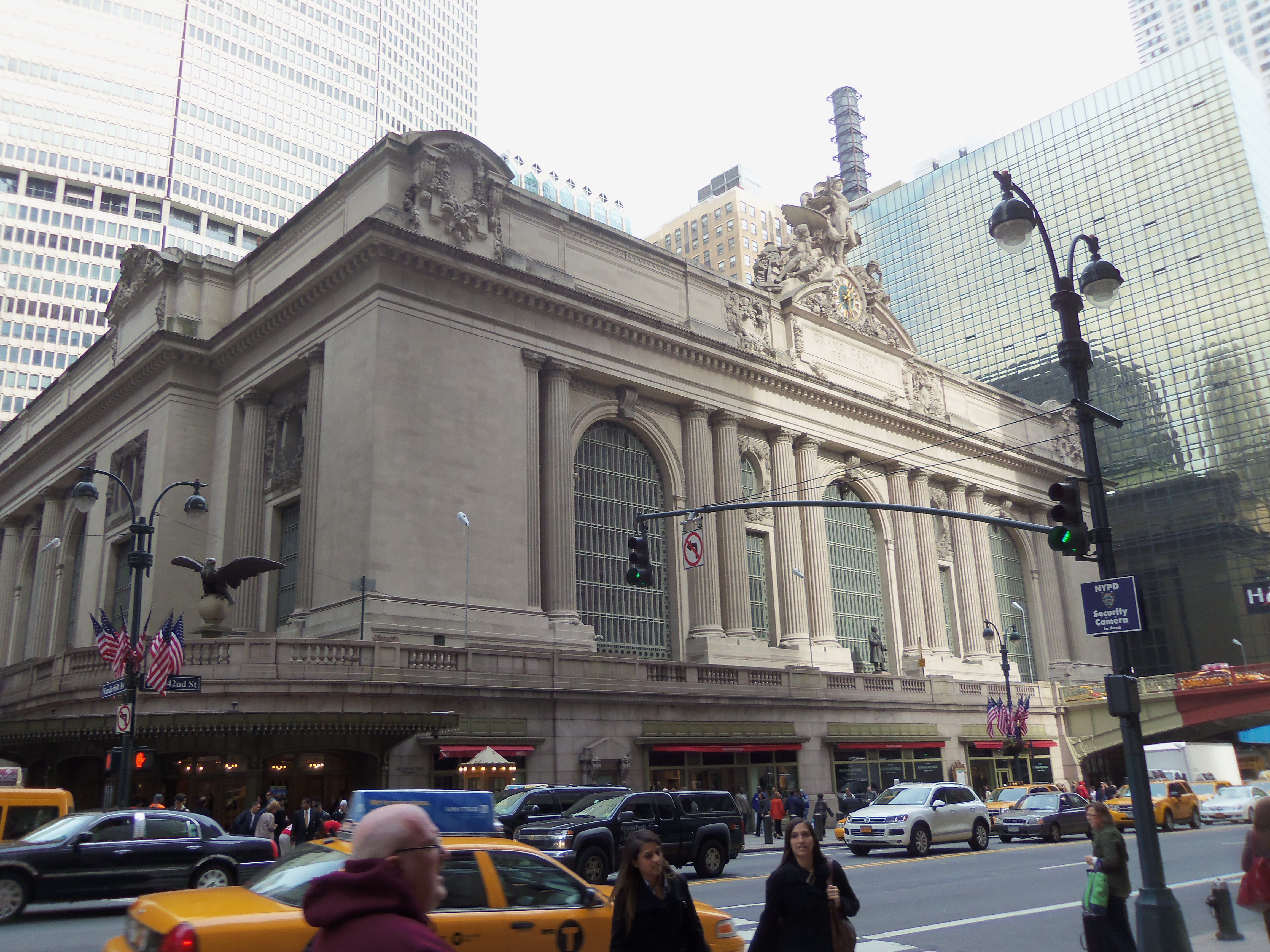
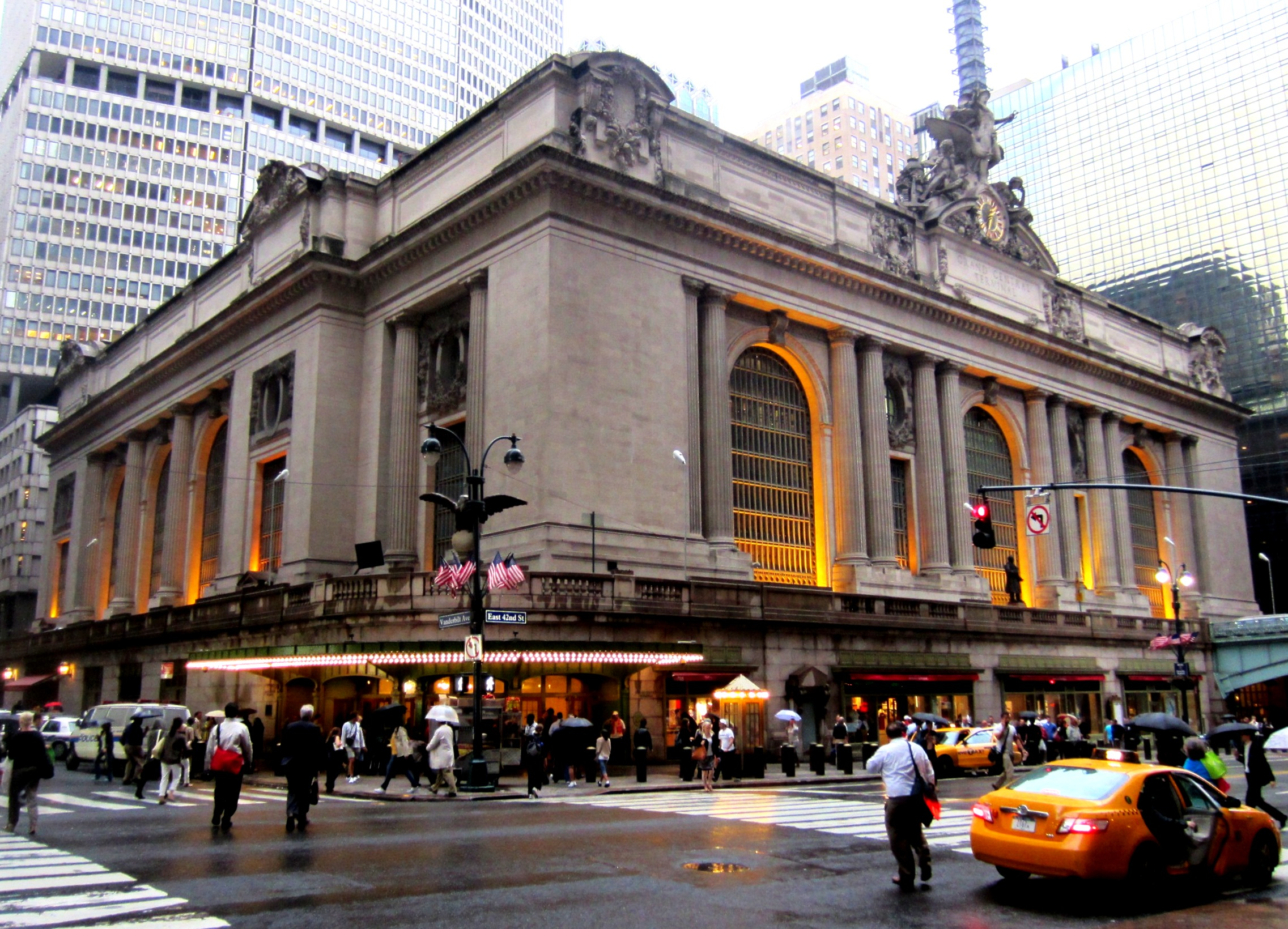
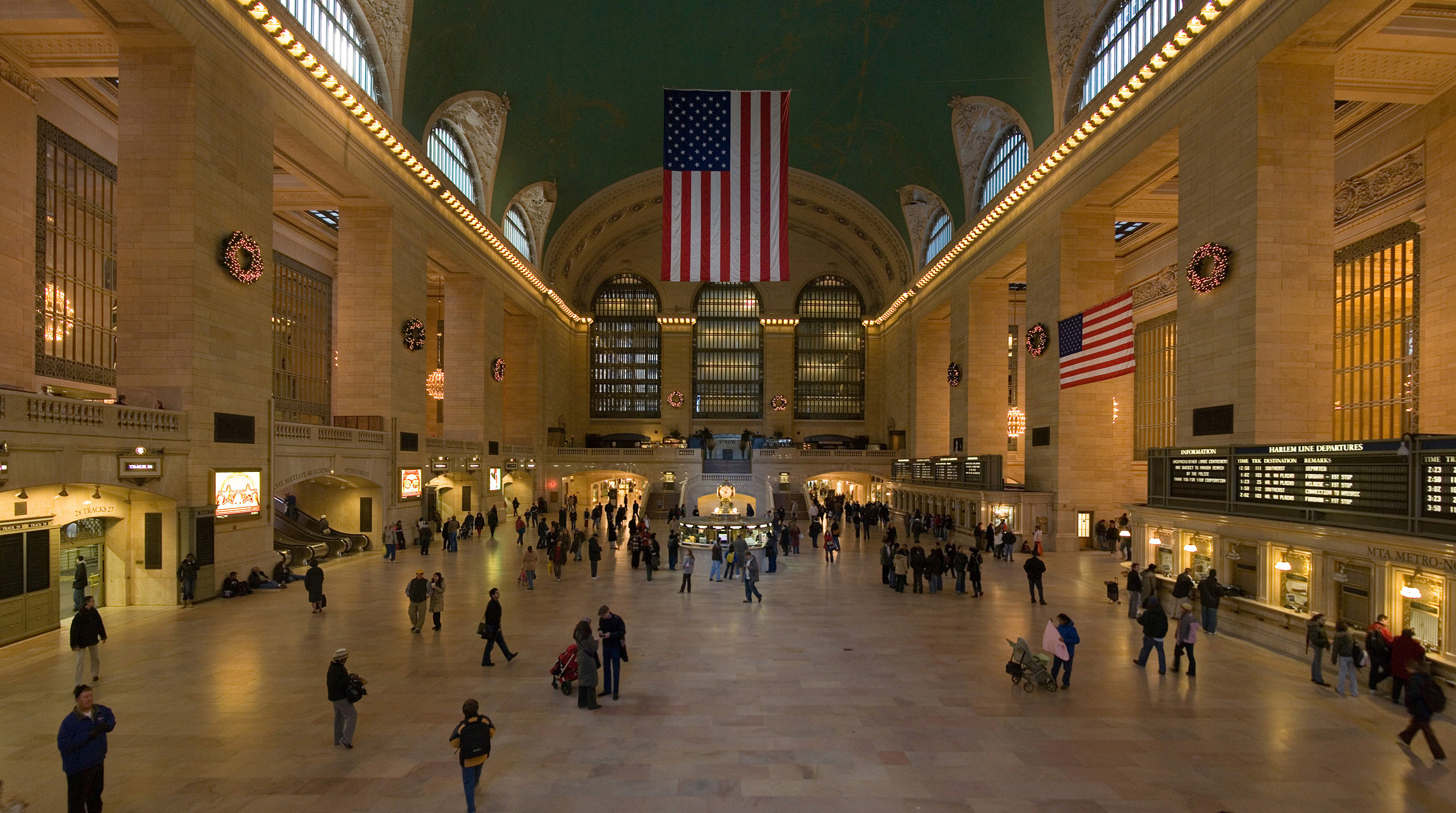
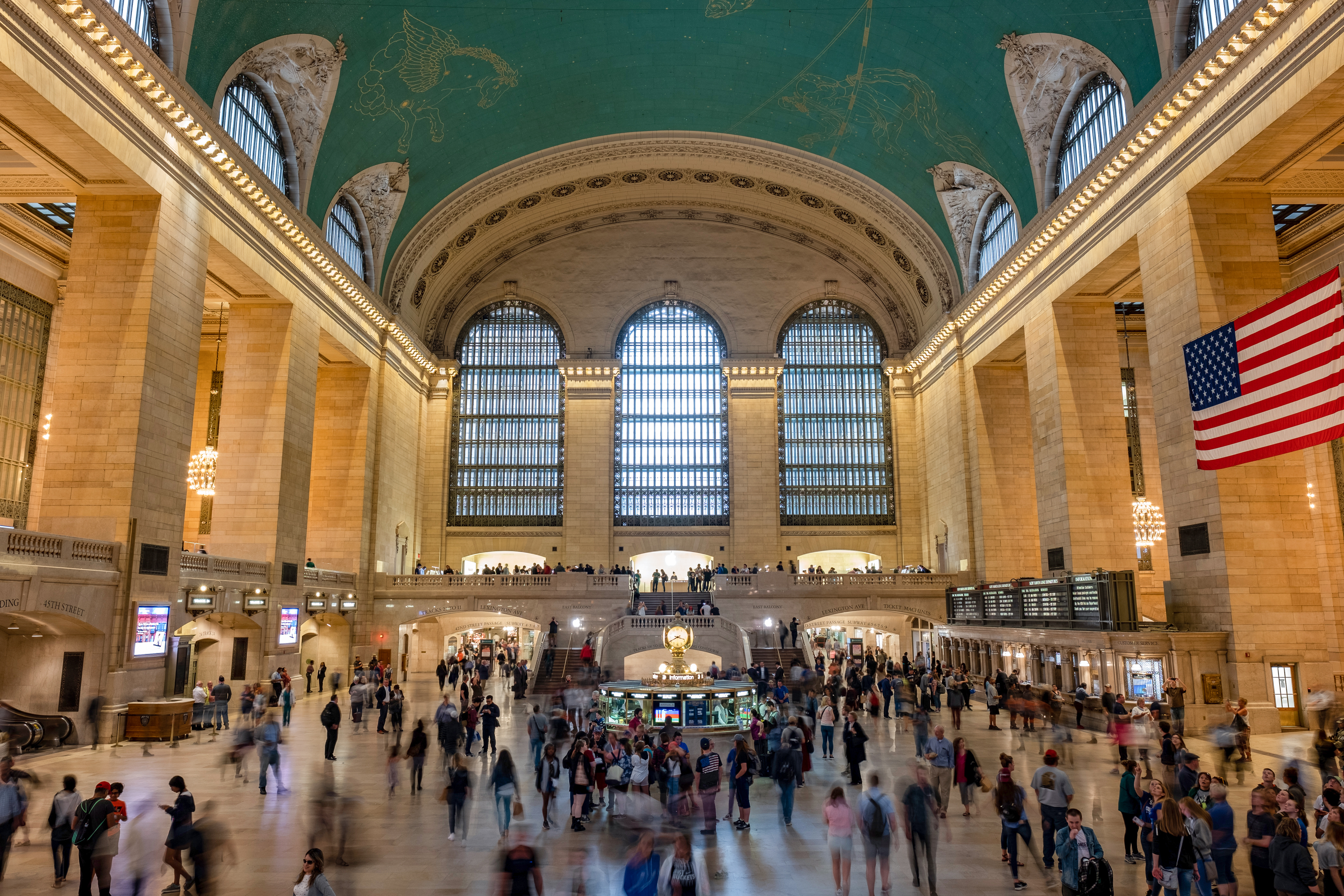
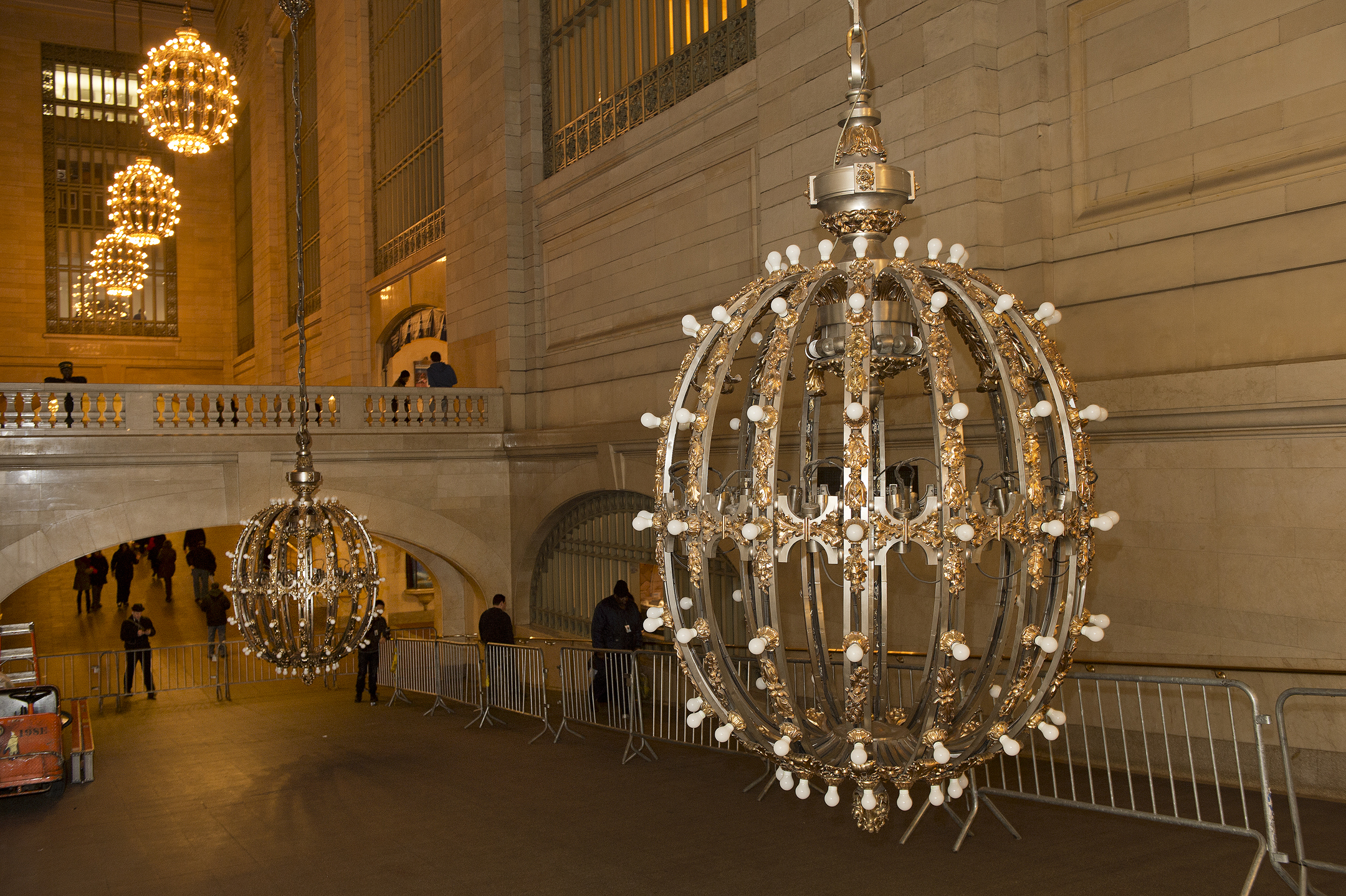
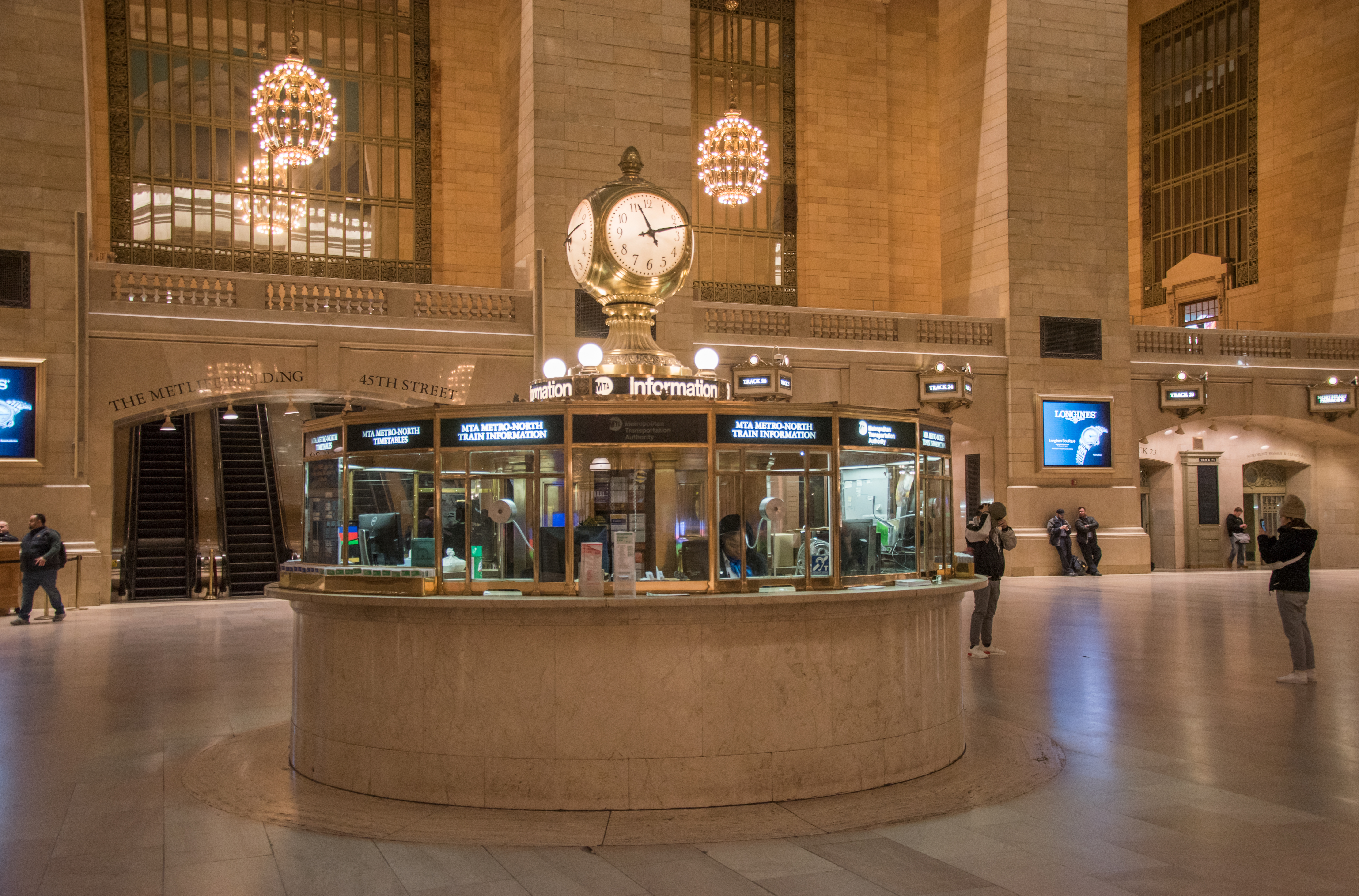
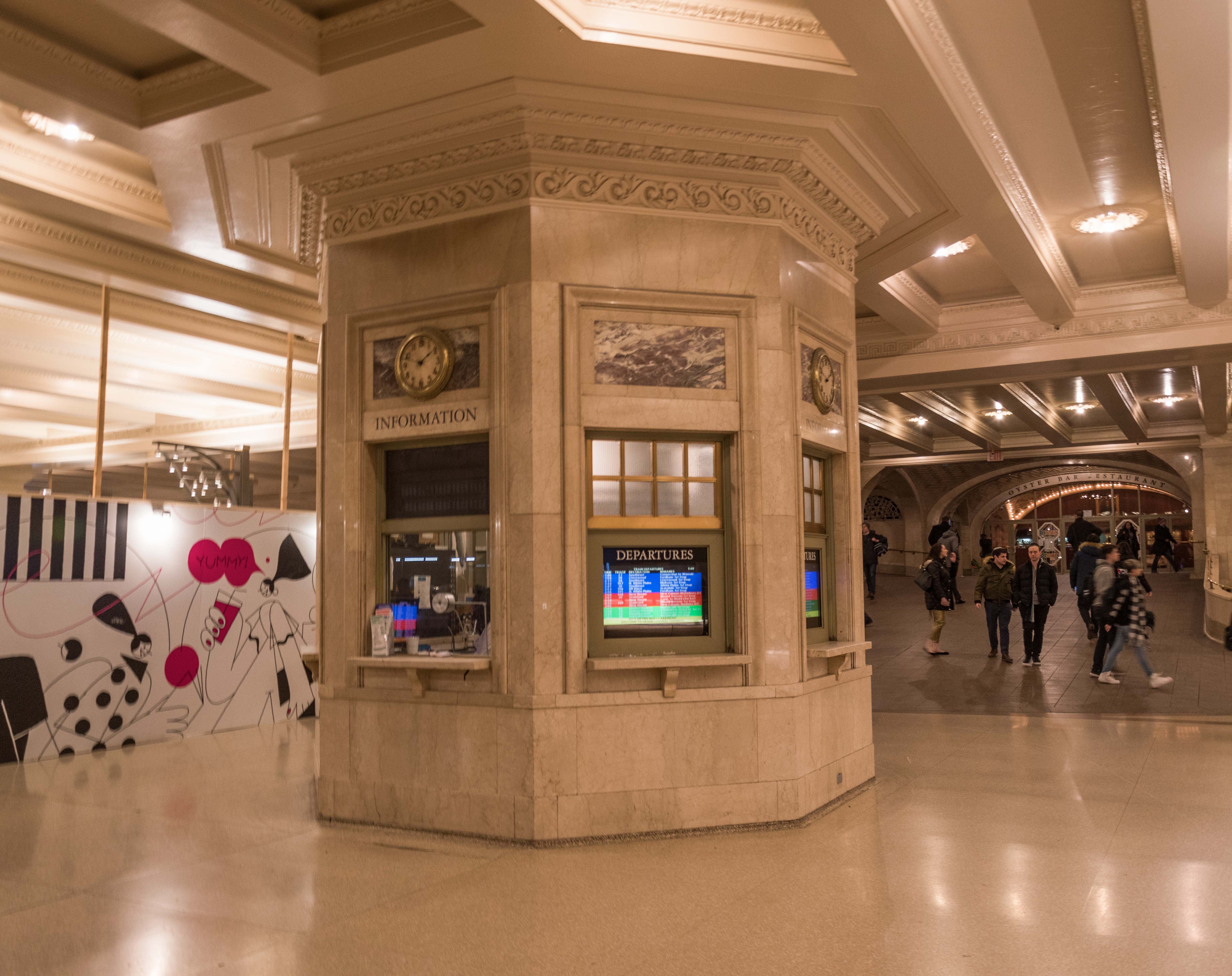
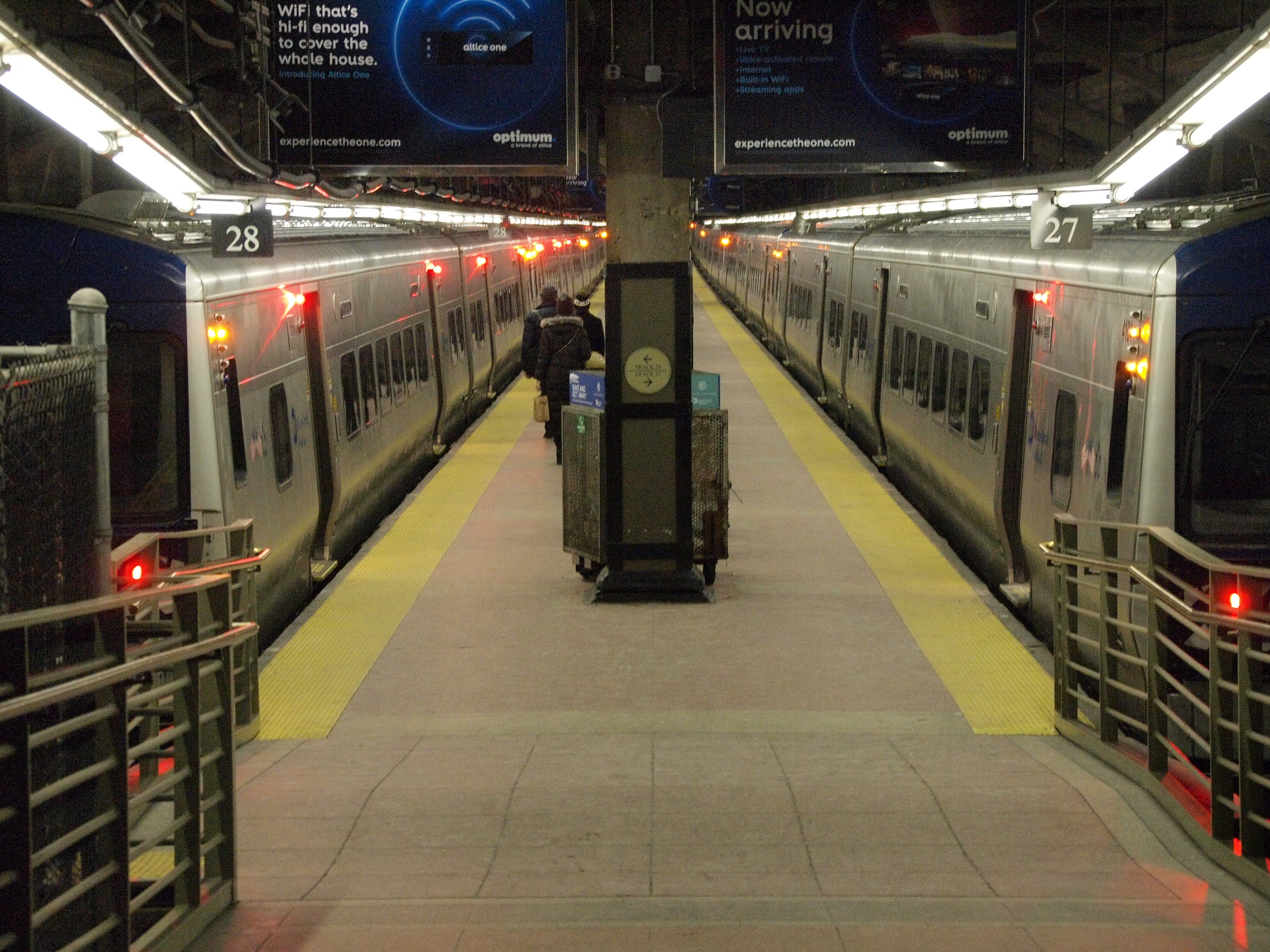
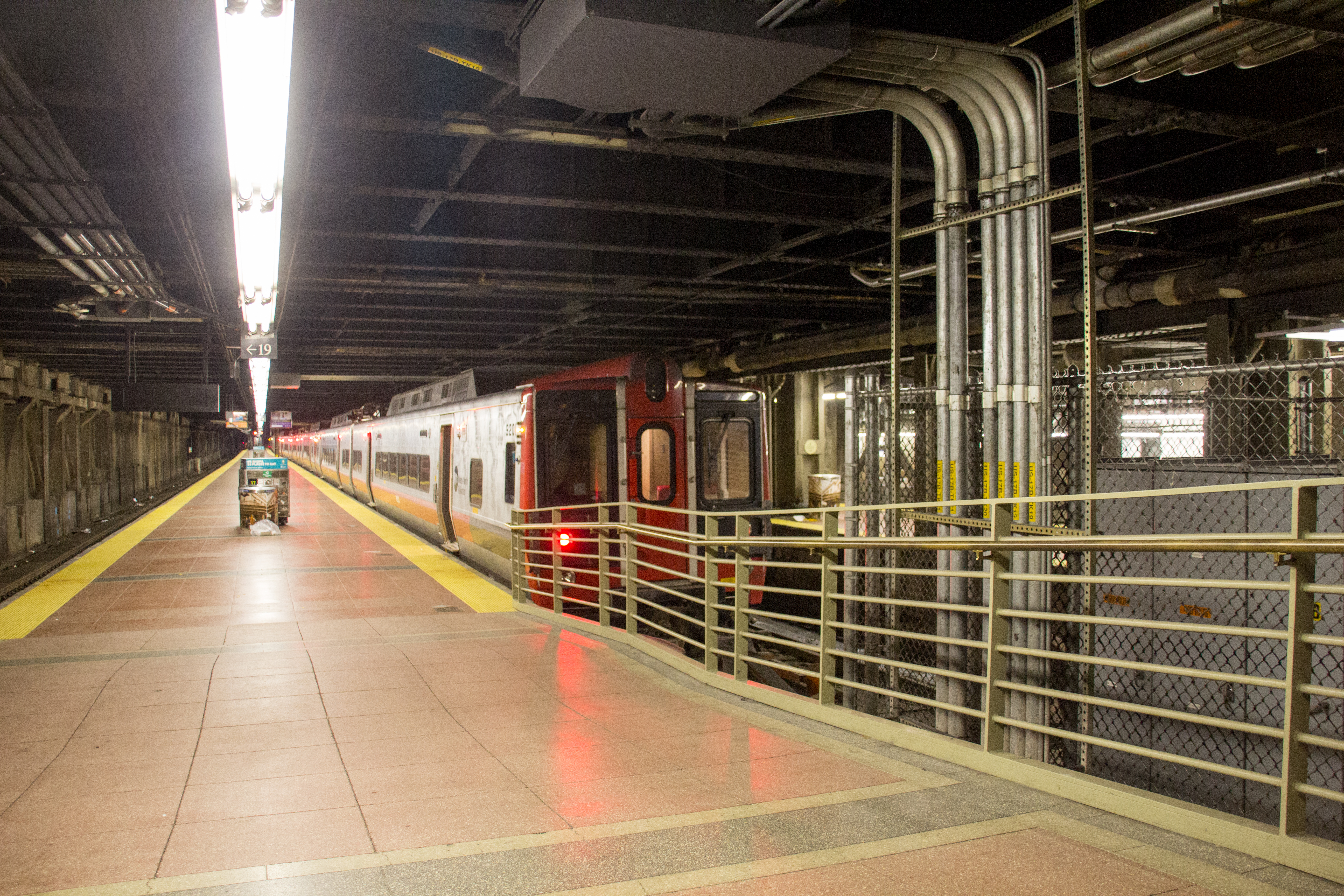
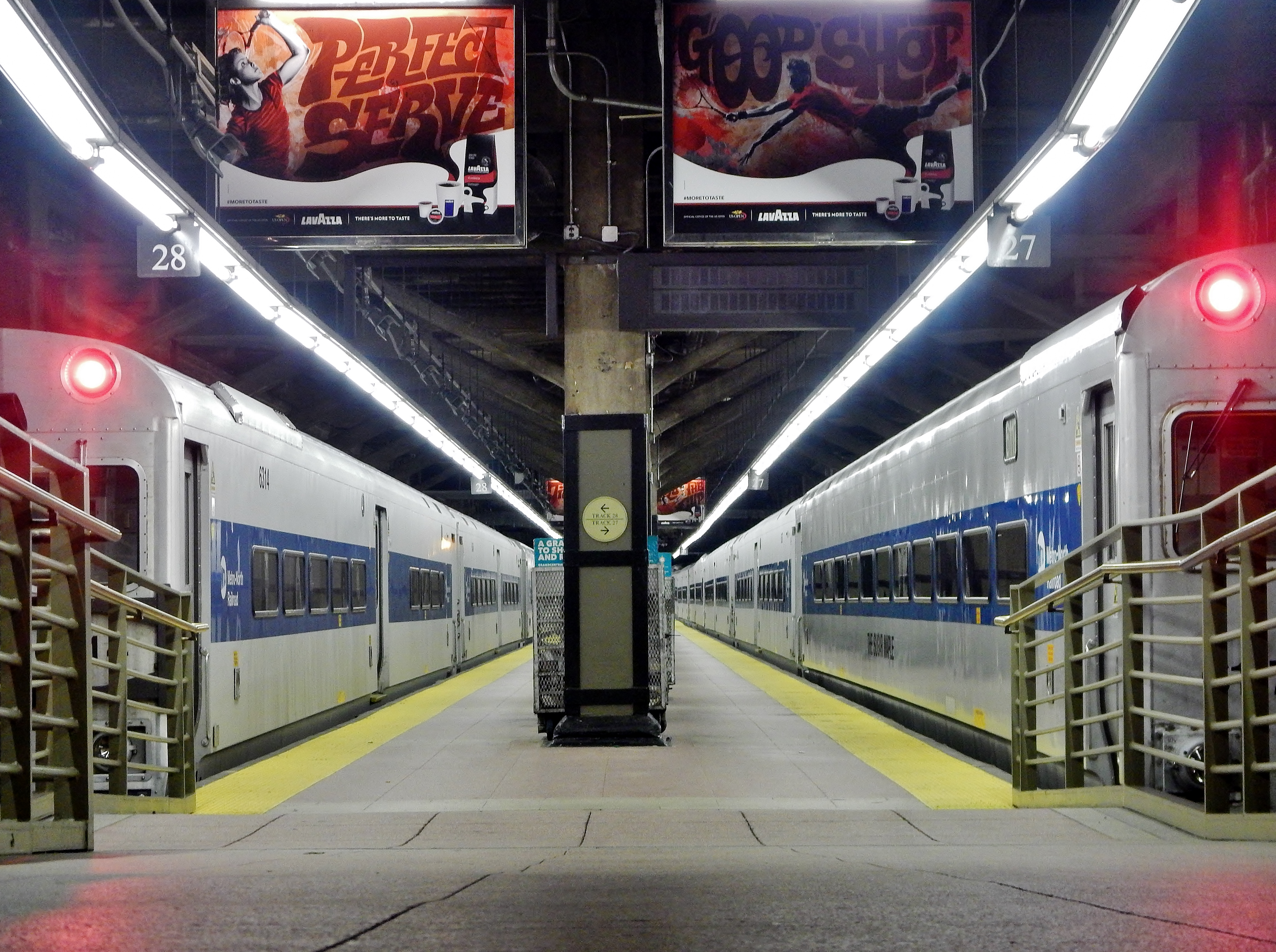
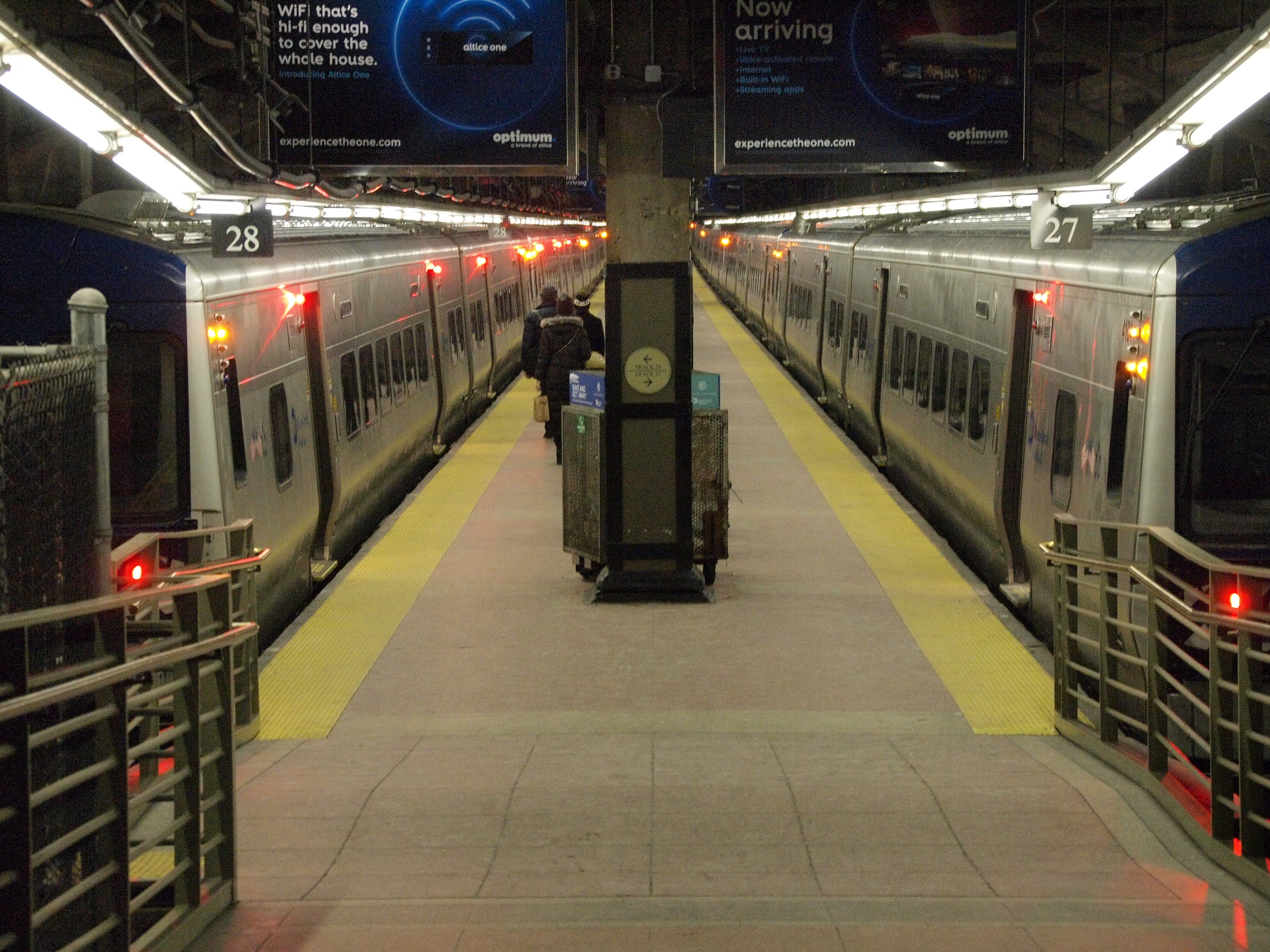